# 川上義博
川上 義博（かわかみ よしひろ、1950年10月26日 - ）は、日本の政治家。
内閣総理大臣補佐官（野田第3次改造内閣）、参議院議員（1期）、衆議院議員（1期）、鳥取県議会議員（2期）などを歴任した。

## 来歴
鳥取県東伯郡琴浦町の農家に生まれる。鳥取県立由良育英高等学校（現鳥取県立鳥取中央育英高等学校）、青山学院大学経営学部経営学科卒業。大学卒業後、相澤英之衆議院議員事務所に入所し、相澤の秘書を務める。1990年、相澤が第2次海部内閣で経済企画庁長官に任命された際は、大臣秘書官も務めた。
1995年、鳥取県議会議員選挙に東伯郡選挙区から出馬し、初当選した。県議時代は自由民主党に所属していた。2003年の第43回衆議院議員総選挙に際しては、自民党で鳥取2区での公認を目指していたが、公認争いでは相澤英之に敗北。そのため自民党を離党して鳥取2区から無所属で出馬し、次点の民主党の山内功に1,500票の僅差をつけて破り、当選した(当選同期に加藤勝信・西村康稔・武田良太・古川禎久・萩生田光一・城内実などがいる)。一方、自民党公認の相澤の得票数は山内をも下回り、党の比例区73歳定年制により重複立候補もできなかったため、比例復活もならず落選し、そのまま政界を引退した。保守系無所属の新人議員5人で院内会派「グループ改革」を結成し代表に就任したが、2004年12月に自民党に復党し、亀井派に入会。
2005年7月、郵政民営化法案の採決で反対票を投じたため、9月の第44回衆議院議員総選挙では自民党の公認を得られず、鳥取2区から無所属で出馬。自民党新人の赤沢亮正に約6千票差で敗れ、落選した。選挙後、党紀委員会から離党勧告を受け、再び自民党を離党。2006年、民主党に入党。郵政造反組で民主党に鞍替えしたのは川上が初めてである（後に松宮勲や小林興起らも民主党に入党）。2007年、第21回参議院議員通常選挙に民主党公認で鳥取県選挙区から出馬し、自民党の常田享詳を破り当選した。選挙戦では公共事業に抑制的な党本部の方針に逆らい、地方への公共事業の必要性を説いていた。2008年3月、日本銀行総裁の国会同意人事において、武藤敏郎総裁案の採決で、反対の党方針に反して棄権した。
2010年の第22回参議院議員通常選挙では、自民党出身者ながら「鳥取を悪くしたのは自民党」と、古巣の自民党を批判する選挙運動を展開し、民主党が擁立した医師の坂野真理（坂野重信元自治大臣・国家公安委員会委員長の孫娘）を支援したが、坂野は自民党公認の浜田和幸に惨敗し、川上は鳥取県連代表を辞任した。2012年の民主党代表選挙では「女性宰相を誕生させる会」を発足させ、田中眞紀子の代表選出馬を目指していたが、田中は代表選への出馬を拒否し、野田佳彦首相の再選を支持したため、頓挫した。同年10月、第3次野田改造内閣で内閣総理大臣補佐官（政治主導による政策運営及び国会対策担当）に任命された。
2013年の第23回参議院議員通常選挙では、選挙前に民主党を離党した議員（植松恵美子、川崎稔、平野達男、室井邦彦らがいる）を「『民主党では戦えない』と自己保身に走っただけ」と批判し、「民主党の復活・再生をこの手でなし遂げたい」と気勢を上げたが、民主党への逆風から選挙戦では「政党より個人」を掲げた。そのため、選挙戦で冷遇された民主党や支持母体の連合の反発を受け、無党派層の支持も取り込めなかったため、自民党新人の舞立昇治に敗北した。同年12月、民主党を離党した。
2015年2月21日、米子市内で開いた新年会において、自民党への復党を目指す意向を表明した。また、第24回参議院議員通常選挙における自身の比例区での擁立を復党の条件に挙げたが、公認は得られず、立候補できなかった。2016年2月4日、自民党時代に所属していた亀井派の流れを汲む二階派に入会。川上の復党を目指す動きに対し、自民党鳥取県連会長の石破茂が二階俊博幹事長に対し、復党に反対する考えを伝えた。

## 政策・主張

### 外交
- 地元である鳥取県の経済成長戦略について問われた際、鉄道や道路等のインフラ整備に加え、「少子化社会を打開するため、日本を多民族国家にする必要がある。その一里塚として鳥取県は定住外国人への地方参政権付与を目指す。在日韓国人に参政権を与えて新しい社会を作ることにより、朝鮮半島の安定化が実現され、結果的に国家の安全保障となる」と述べ、少子化に歯止めをかけるために永住外国人を受け入れて地方選挙権を付与し、永住外国人を交えた地域社会の構築によって日本の多民族・多文化国家化を提唱した[13]。
- 2010年9月7日に発生した尖閣諸島中国漁船衝突事件を受け、中国船が海上保安庁の巡視船2隻に衝突を繰り返し、破損させた様子を映したビデオについて、公開延期を内閣官房長官の仙谷由人に進言した[14]。9月29日には、中国建国記念レセプションに出席した[15]。また2012年12月22日、尖閣諸島周辺での中国機による領空侵犯に関して記者会見を開き、「中国政府高官」から「日本が領有権問題の存在を認めないことが原因であること」や「日中間の係争を前提に問題を棚上げする『新しい共通認識』の提案を拒否すれば危険なことになる」等の説明を受けたと発表したが、川上にその説明を行った「中国政府高官」については肩書も氏名も明らかにしなかった[16]。

### 人権擁護法案
人権擁護法案に関し、同法案の成立に反対する議員で結成された議員連盟である「真の人権擁護を考える懇談会」に参加していた。

### 永住外国人への地方選挙権付与
- 在日外国人への地方選挙権付与に熱心であり、民主党の有志議員による在日韓国人をはじめとする永住外国人住民の法的地位向上を推進する議員連盟の発足にあたっては、同議連の呼びかけ人になっている。
- 2008年2月27日、韓国・ソウルで行われた李明博の大統領就任式に白眞勲参議院議員と共に参加した際、「李大統領は地方参政権実現へ強い熱意がある。皆さんの長年の思いに応えることはもちろん、韓日関係の成熟化と相互発展のために、ぜひ実現にこぎつけたい」と発言した[17]。翌2009年9月17日、在日本大韓民国民団大阪本部が主催した当選祝賀懇親会に白眞勲と共に参加し、永住外国人への地方選挙権の付与について、「皆さんに約束し、ウソをついたら、ウソ政党になってしまう」と強い決意を表明した[18]。

### 歴史認識
- 2013年5月13日、参議院予算委員会の質疑において、「歴史認識は歴史家に任せる」と発言した安倍晋三首相に対し、「ドイツのワイツゼッカー大統領演説のように各国首脳が歴史のことを直視しようと述べているが、安倍総理はすべての歴史を歴史家に任せるのか。歴史観があなたにはないのか」「近隣諸国では安倍総理はヌエみたいな人でよく分からないという評価が定着する」などと発言し、安倍首相の歴史認識を非難した[19]。

### 内政の諸政策
- 選択的夫婦別姓制度の導入に賛成[20]。
- 家族を単位とした戸籍制度に反対しており、戸籍法を考える議員連盟の設立に参加。戸籍法を廃止し、個人単位の登録制度の導入を推進している。

## 人物
平成の坂本龍馬
2010年1月8日、民主党の山岡賢次国会対策委員長が鳥取市内で開かれた会合で、川上について「外国人参政権付与の実現に向けて小沢一郎幹事長を動かしている。川上さんは「平成の坂本龍馬」なんて言われている」と評価した。しかし、2010年3月19日には山岡賢次と共に在日本韓国大使館を訪問し、駐日韓国大使の権哲賢に対し、永住外国人に地方選挙権を付与する法案の成立が困難である状況を報告した。2010年4月2日、小沢一郎幹事長に対し、永住外国人に地方選挙権を付与する法案を議員立法で成立させるよう要請したが、小沢は「無理だ」と拒否し、国会への法案の提出を認めなかった。

## 所属団体・議員連盟
- 日朝国交正常化推進議員連盟
- 在日韓国人をはじめとする永住外国人住民の法的地位向上を推進する議員連盟(呼び掛け人)
- 朝鮮半島問題研究会
- 戸籍法を考える議員連盟
- リベラルの会